# Dendrochilum barbifrons
Dendrochilum barbifrons là một loài thực vật có hoa trong họ Lan. Loài này được (Kraenzl.) Pfitzer mô tả khoa học đầu tiên năm 1907.